# Oborona Tsaritjyna
Oborona Tsaritjyna (russisk: Оборона Царицына, da.: Tsaritsyns forsvar) er en sovjetisk film fra 1942 instrueret af Georgij Vasiljev og Sergej Vasiljev.

## Medvirkende
- Mikhail Gelovani som Josef Stalin
- Nikolaj Bogoljubov som Kliment Vorosjilov
- Mikhail Sjarov som Pertjikhin
- Varvara Mjasnikova som Katja Davydova
- Pjotr Nikasjin som Parkhomenko